# Ivarssons i Metsjö

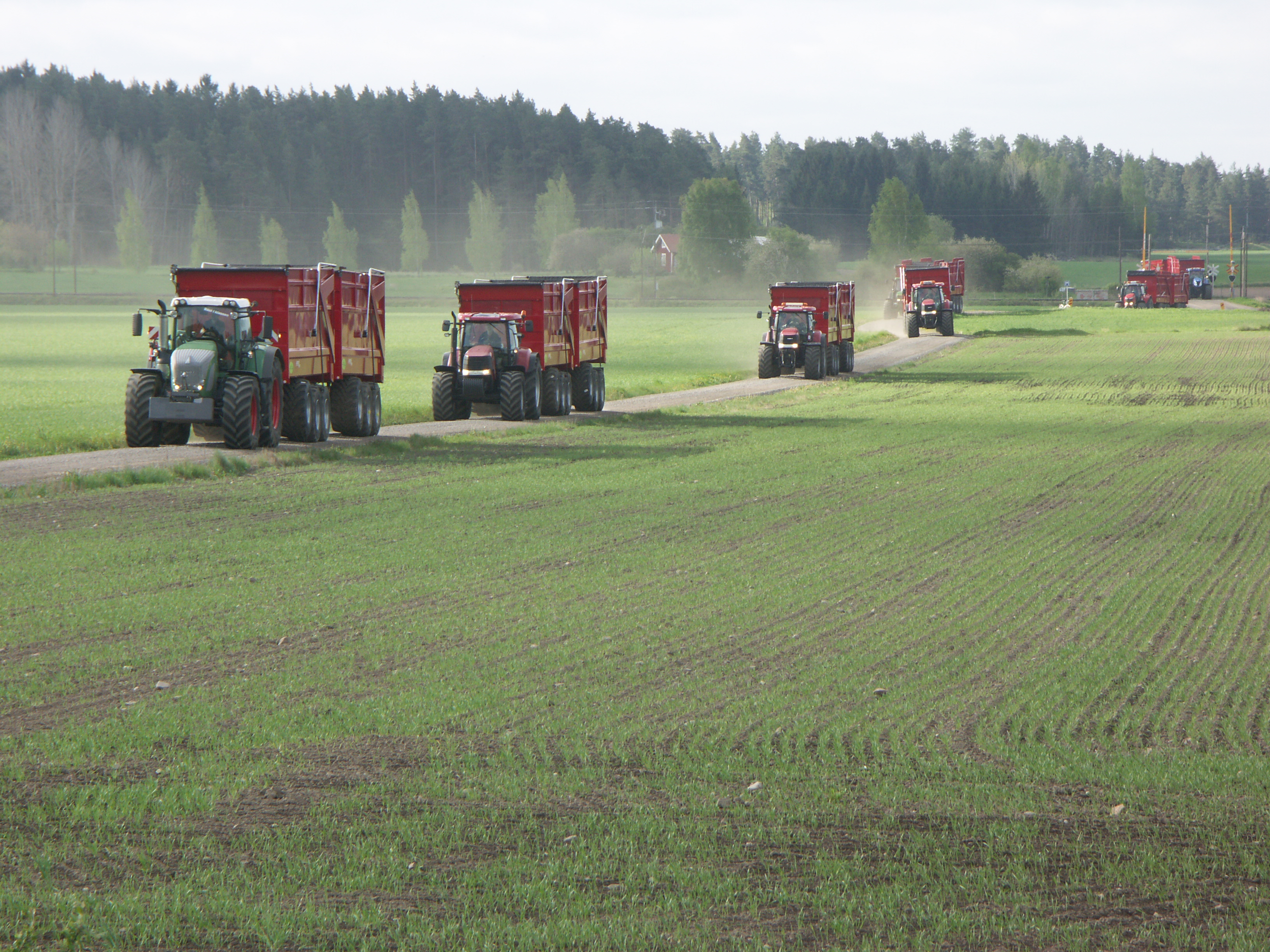
MQ75 treaxlad tippvagn

Ivarssons i Metsjö AB är en svensk tillverkare av vagnar och flakväxlare för lantbruk och entreprenad med säte i Metsjö i Linköpings kommun.
Företaget grundades 1958 av lantbrukarbröderna Karl-Uno och Sune Ivarsson. Förutom vagnar och flakväxlare för lantbruk och entreprenad tillverkar företaget även gasskåp och maskinhallar. I företagets ursprung byggde bröderna om lastbilsflak till vagnar för lantbruk. Företaget har fortfarande all produktion i Metsjö och är alltjämt ett familjeföretag som idag drivs av kusinerna Anders och Per Ivarsson.   
År 2012 började företaget utveckla en sidgående grönfoderhack tillsammans med det danska företaget JF-Stoll. Systemet byggs på Metsjös vagnsystem där grönfoderhacken kan ersättas med ett vanligt drag och där flaket kan bytas. En flistugg enligt samma principer har även utvecklats med det svenska företaget Bruks. Företaget samarbetar även med den svenska gödselspridartillverkaren Hill-Olby och sockerbetsupptagartillverkaren Edenhall där produkterna placeras ovanpå "MetaQ" chassin.
Företaget omsätter 90 miljoner kronor och har 80 anställda. Export bedrivs till flera länder främst inom Norden men även till Nederländerna, Österrike och Tyskland.

## Produkter i urval

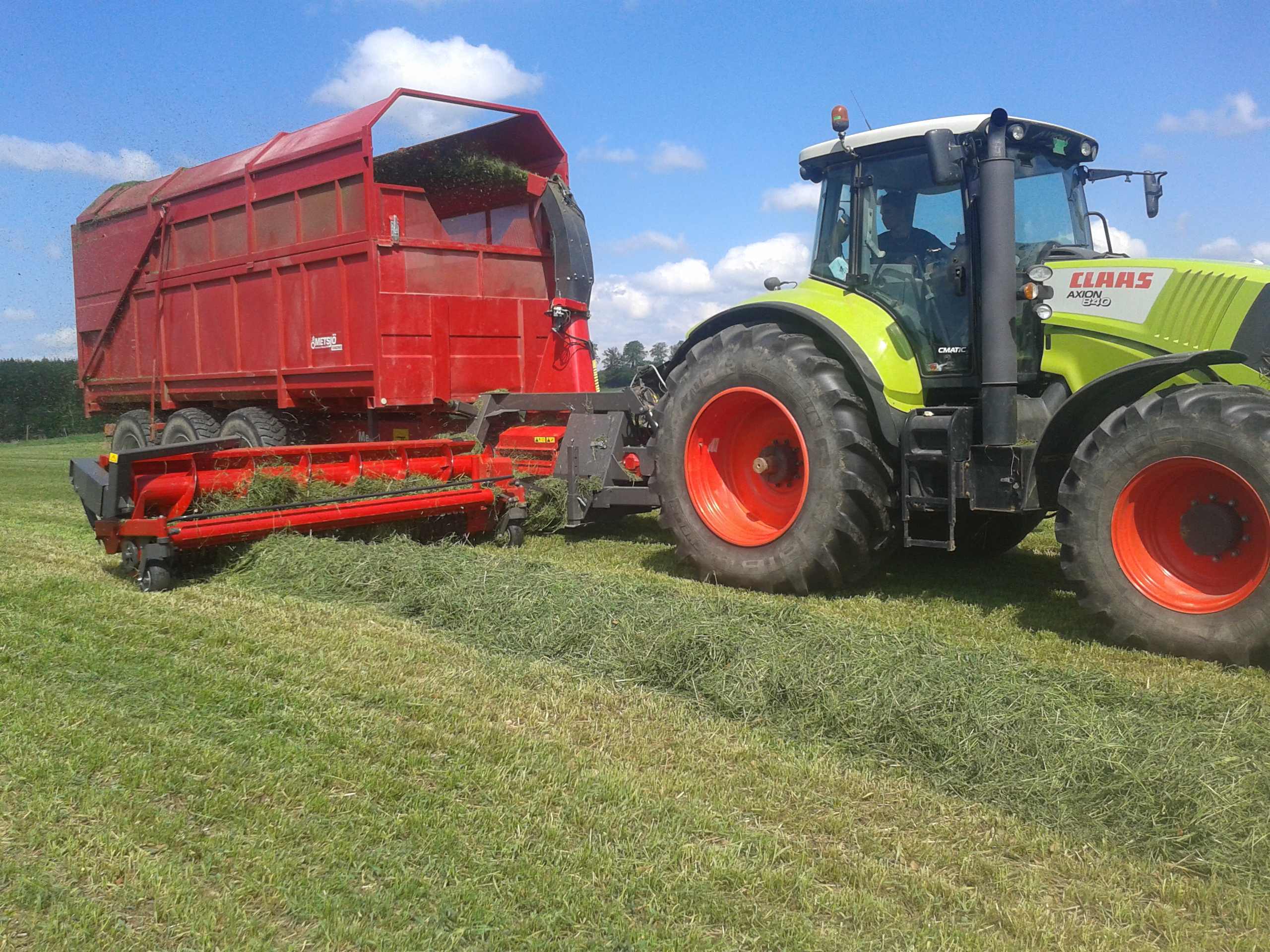
Metsjö 1360M grönfoderhack
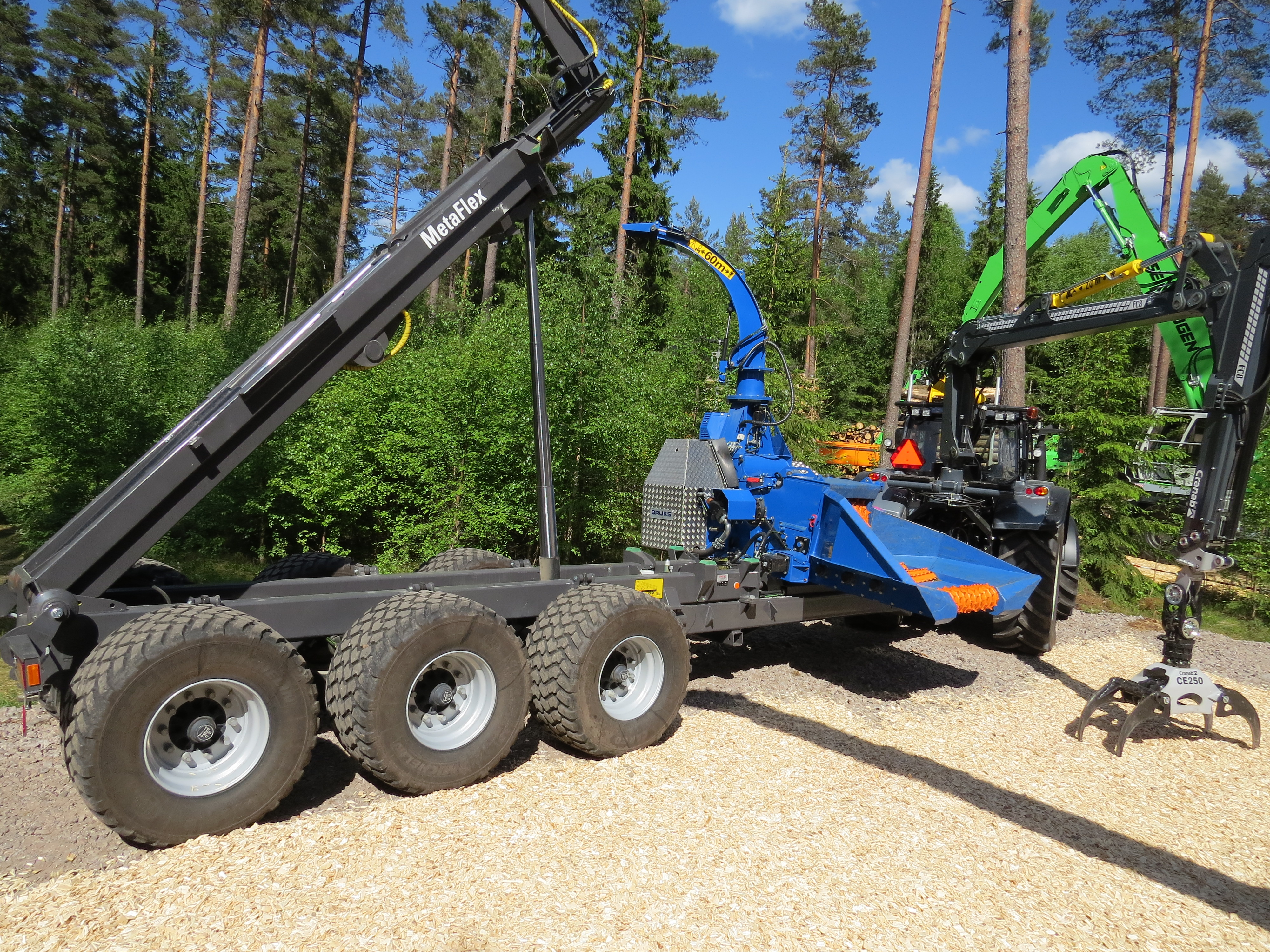
MetaFlex 24 med flistugg
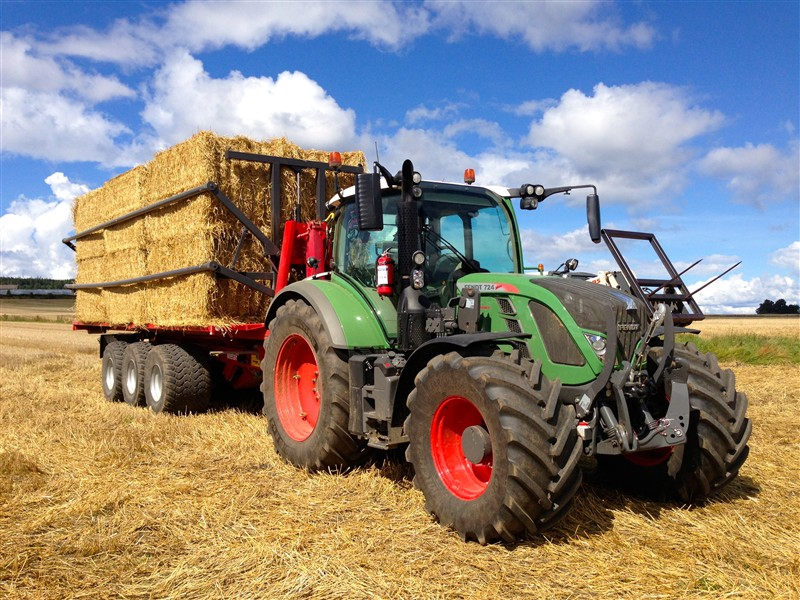
MetaX Balvagn med hydrauliska sidor
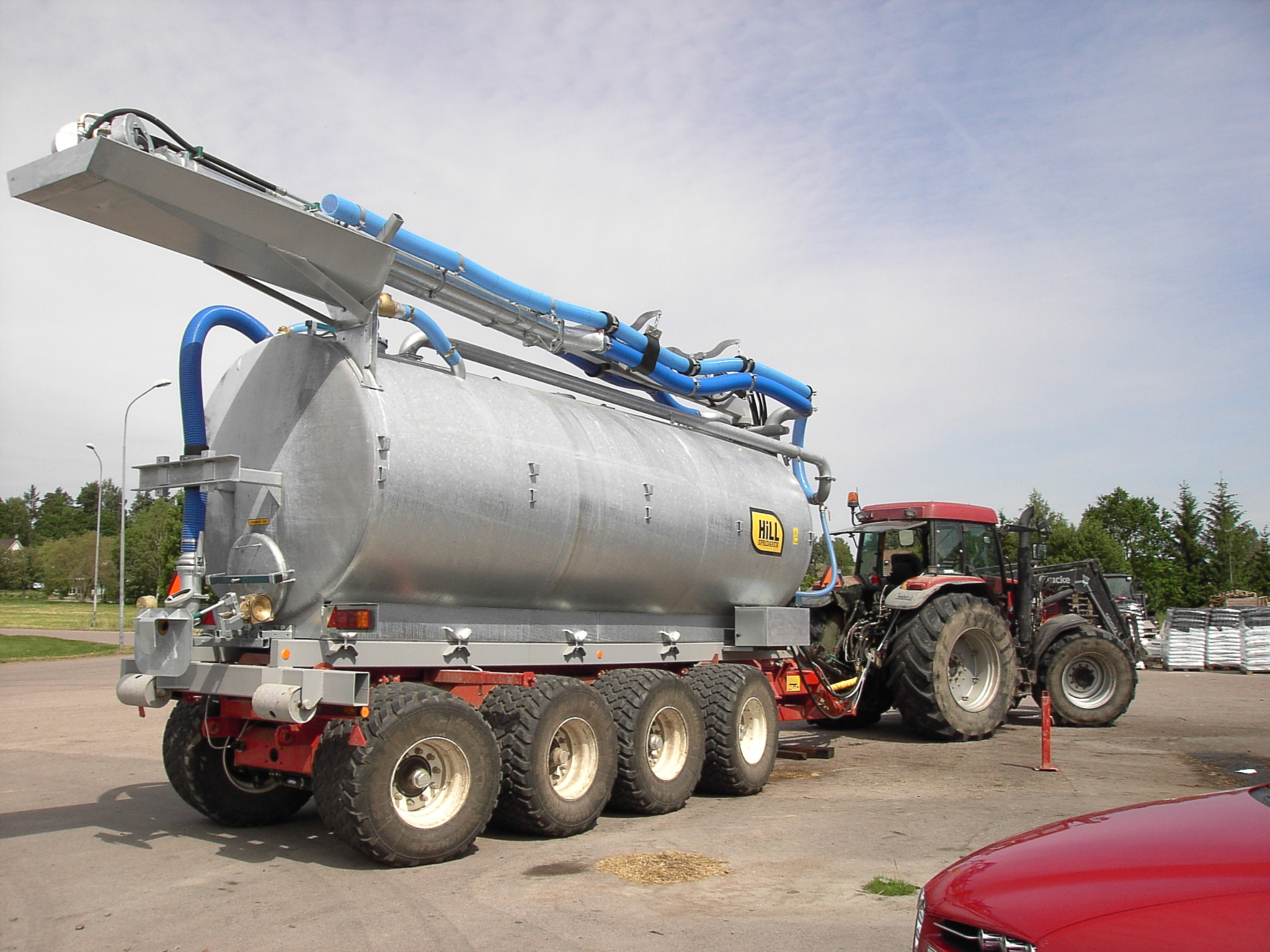
MetaQ95 gödselspridare